# Stade national du Laos
 (avril 2025).
Le stade national du Laos (en lao : ສະ ໜາມ ກິລາແຫ່ງຊາດລາວ) est un stade multi-sport situé à environ 16 km au nord-est du centre-ville de Vientiane, capitale du Laos.

## Histoire
Il a été construit pour les Jeux d'Asie du Sud-Est de 2009 et sert principalement pour les compétitions de football et d'athlétisme, en remplacement du stade Anouvong (ancien stade national).
Outre ce stade de 18 000 places, le nouveau complexe sportif comporte un centre aquatique de 2 000 places intérieures, avec une piscine d'entraînement en extérieur, un centre de tennis avec un court central de 2 000 places et six autres courts, deux salles de sport de 3 000 places et un stand de tir avec 50 places.